# Otakar Zachar
Otakar Zachar (16. března 1870, Točník u Hořovic – 29. listopadu 1921, Praha) byl český chemik. Vystudoval chemii v oboru pivovarnictví a sladovnictví na Českém vysokém učení technickém v Praze.

## Život
Otec Otakara Zachara, Šebestián, byl druhým sládkem z rodu Zacharů v kročehlavském pivovaru. Za jeho spravování byl pivovar zmodernizován a dočkal se velkého rozmachu. Otakar převzal pivovar roku 1898 a v práci svého otce úspěšně pokračoval. Vynalezl pivo v prášku.
Věnoval se také literární činnosti, byl redaktorem časopisů Kvas, Sládek a Český sládek. Přátelil se s četnými českými umělci, např. s malířem Mikolášem Alšem, se kterým se seznámil během studií. Jako přílohu časopisu Sládek vydal roku 1909 antologii Čeňka Zíbrta s názvem Pivo v písních lidových a znárodnělých (v komisi knihkupectví O. Pyšvejce v Praze), v níž Zíbrt sebral "v celek popěvky, písně lidové, staré i nové, české, moravské, slezské a slovenské o pivu."
Zvláštní zájem projevoval o dějiny chemie a zvláště o alchymii. Studoval alchymistické rukopisy nejprve v knihovně Národního muzea v Praze, přičemž vydal v roce 1899 z rukopisu Mistra Antonia z Florencie Cestu spravedlivou v alchymii z roku 1457. Později pokračoval studiem v holandském Leydenu, kde se seznamoval s českými alchymickými knihami, které se tam dostaly z Uppsaly jako kořist odvezená Švédy za
Třicetileté války z Čech. Stal se jedním z prvních historiků české alchymie. V Národním technickém muzeu v Praze založil alchymistické oddělení a rekonstruoval alchymistickou dílnu z 16. století.